# Palomas (kommun)
Palomas är en kommun i Spanien.   Den ligger i provinsen Provincia de Badajoz och regionen Extremadura, i den centrala delen av landet, 290 km sydväst om huvudstaden Madrid. Antalet invånare är 717. Arean är 41 kvadratkilometer. Palomas gränsar till Alange.
Terrängen i Palomas är platt.